# Thế kỷ 2 TCN

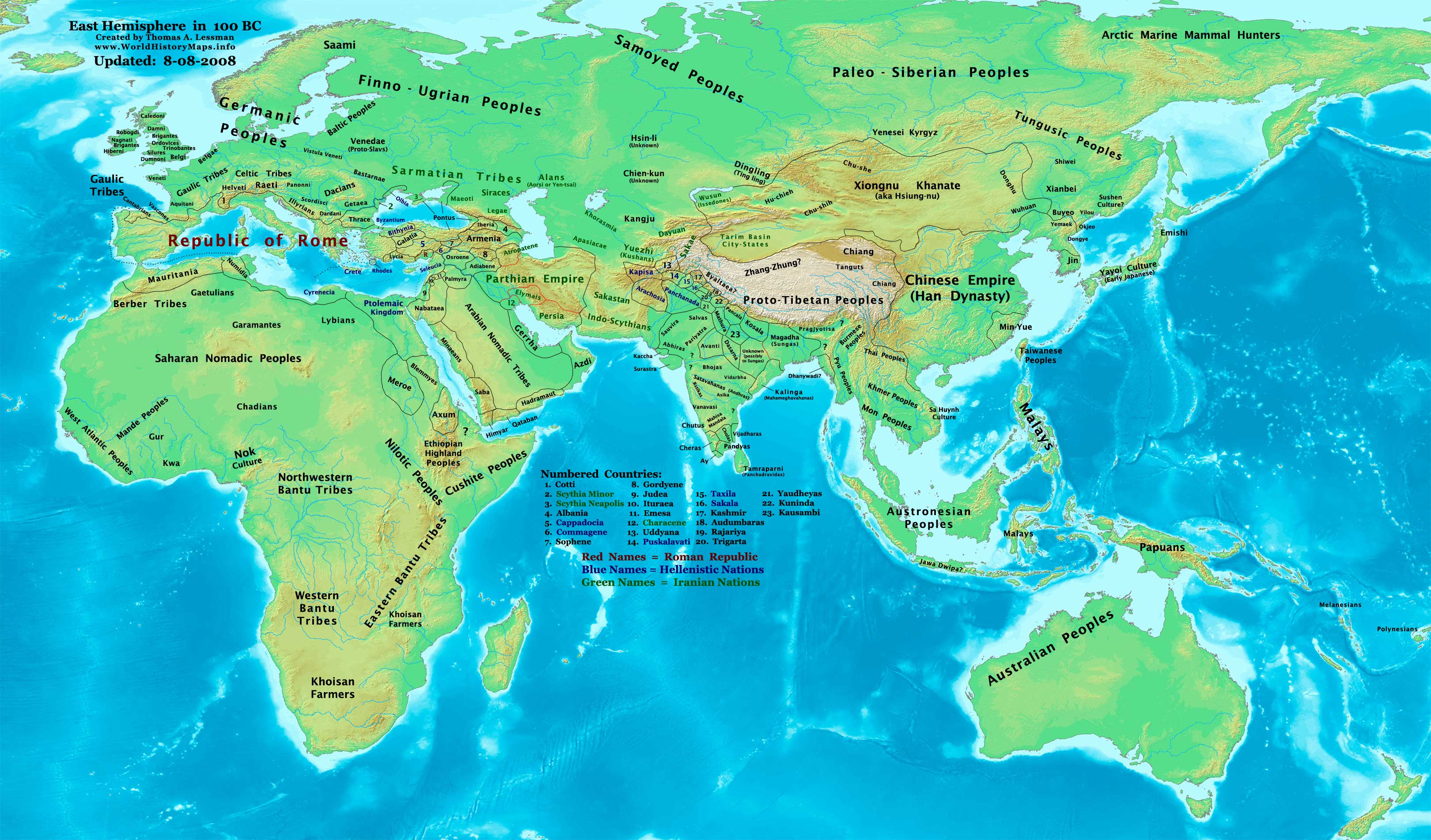
Bán cầu Đông cuối thế kỷ 2 TCN.

Thế kỷ 2 TCN bắt đầu vào ngày đầu tiên của năm 200 TCN và kết thúc vào ngày cuối cùng của năm 101 TCN. Nó được xem là một phần của thời cổ đại.

## Phát minh và khám phá

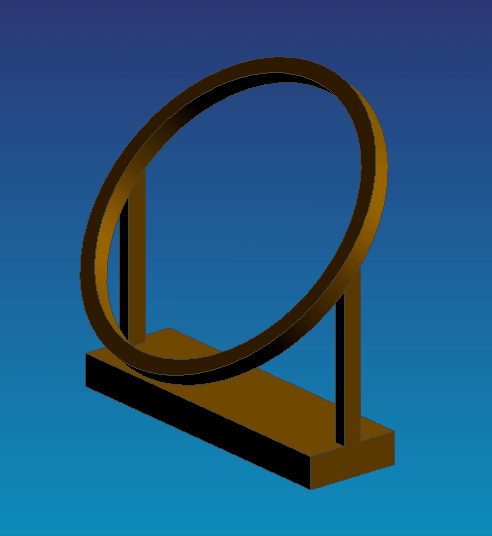
Hipparchus' equatorial ring.

- Trung Quốc lần đầu tiên chế tạo giấy.
- Con đường tơ lụa giữa châu Âu và châu Á.
- Liu An phát minh ra đậu phụ.